# Ferrari 290 MM
Ferrari 290 MM — перегоновий автомобіль, виготовлений компанією Ferrari у 1956 році. Він був розроблений для участі у перегонах Mille Miglia 1956 року, звідси і акронім «MM» (індекс «290» означав робочий об'єм у см³ одного циліндра), і всього було виготовлено чотири автомобілі. Автомобіль є конструктивно близький до Ferrari 860 Monza а фактично є його «еволюцією» під двигун Jano V-12, що замінив стандартний для 860 Monza двигун Lampredi L-4).

## Характеристики
Автомобіль 290 MM був оснащений новим 3,5-літровим, 60° Jano V12. Робочий об'єм становив 3490 см³, що забезпечувало 320 к. с. потужності при 7200 об/хв, та максимальну швидкість 280 км/год.

## Участь у перегонах

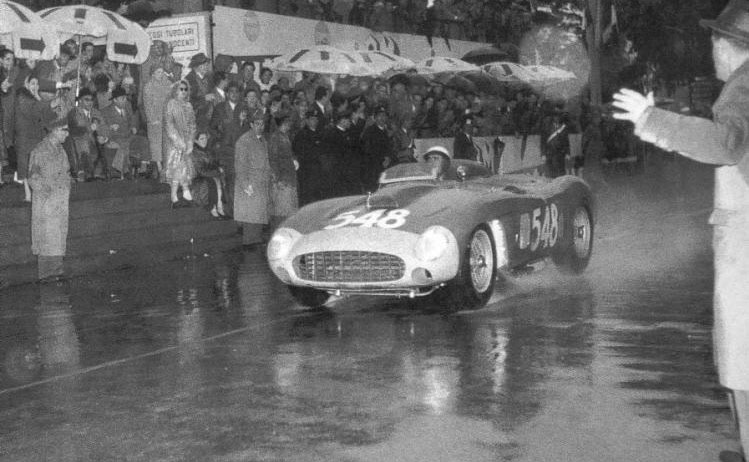
Еудженіо Кастеллотті перемагає у перегонах 1956 Mille Miglia на Ferrari 290 MM

Автомобіль, пілотований Еудженіо Кастеллотті, на перегонах 1956 Mille Miglia здобув перемогу, тоді як інший 290 MM, з Хуаном-Мануелем Фанхіо за кермом, фінішував четвертим. Філ Гілл і Моріс Трентіньян також перемогли на Гран-прі Швеції того ж року, забезпечивши для команди Ferrari загальну перемогу у заліку Світового чемпіонату спортивних автомобілів 1956 року. Наступного року 290 MM з екіпажами у складі: Чезаре Пердіза, Мастен Грегорі, Еудженіо Кастеллотті, Луїджі Муссо, переміг у перегонах 1000 км Буенос-Айреса.

## Подальша історія
10 грудня 2015 року RM Sotheby's продав на аукціоні 290 MM (s/n 0616), яким керував Хуан Мануель Фанхіо на Mille Miglia 1956 року, за 28 мільйонів доларів США — це найвища ціна за автомобіль, проданий у 2015 році, і третя найдорожча машина на той момент. У 2018 році ще один екземпляр (s/n 0628) було продано за 22 мільйони доларів США.